# Dolné Naštice
Dolné Naštice(allemand : Unternastitz ,hongrois : Alsóneszte) est un village de Slovaquie situé dans la région de Trenčín.

## Histoire
Première mention écrite du village en 1389.

## Démographie

### Évolution de la population
| Année:               | 1994. | 2004.   | 2014.    | 2024.   |
| -------------------- | ----- | ------- | -------- | ------- |
| Nombre de personnes: | 425   | 433     | 556      | 596     |
| Différence:          |       | +1,88 % | +28,40 % | +7,19 % |

| Année:               | 2023. | 2024.   |
| -------------------- | ----- | ------- |
| Nombre de personnes: | 602   | 596     |
| Différence:          |       | -0,99 % |